# Armorial des familles de Saintonge et d'Aunis
L'Armorial des familles de Saintonge et d'Aunis présente les armoiries, ainsi que les devises des familles nobles et notables ayant eu une présence significative en Saintonge et Aunis sous l'Ancien Régime, par ordre alphabétique, sans tenir compte de la chronologie.

Saintonge
Aunis

## Familles de Saintonge et d'Aunis
- Haut – A
- B
- C
- D
- E
- F
- G
- H
- I
- J
- K
- L
- M
- N
- O
- P
- Q
- R
- S
- T
- U
- V
- W
- X
- Y
- Z

### A
| Blason         | Nom de la famille, blasonnement et devise |
| -------------- | --- |
|                | Famille d'Abillon de Savignac ou Dabillon De gueules à cinq billettes d'argent, couchées et posées l'une au-dessus de l'autre, rangées en pal., Alias d'azur, à cinq billettes d'argent posées en sautoir.         |
|                | Famille d'Aligre Burelé d'or et d'azur de dix pièces ; au chef d'azur, chargé de trois soleils d'or. |
|                | Famille Amelot D'azur, à trois cœurs d'or, surmontés d'un soleil de même. |
| Blason Archiac | Famille d'Archiac De gueules à deux pals de vair, au chef d'or. Illustration : Geoffroy d'Archiac († ca.1293), prélat français, évêque de Saintes.                                                                 |
|                | Famille d'Asnières D'argent, à trois croissants de gueules. |
|                | Famille d'Aubigny ou Morell d'Aubigny D'or, au lion de sinople, armé et lampassé de gueules, couronné d'argent. Illustration : Alexandre Morell d'Aubigny (1699-1781), aristocrate et officier de marine français. |
|                | Famille d'Auray de Brie Losangé d'or et d'azur., |
|                | Famille d'Auzy D'azur, à trois fasces d'or. |

### B
| Blason             | Nom de la famille, blasonnement et devise |
| ------------------ | --- |
|                    | Famille de Bachoué D'or, au chevron de gueules, accompagné en chef de deux pigeons de sable, et en pointe d'une rose tigée et feuillée de même. |
|                    | Famille de Barbeyrac de Saint-Maurice De gueules, au cheval gai d'argent ; au chef cousu d'azur, chargé d'un croissant d'argent, accosté de deux étoiles d'or., |
|                    | Famille de Barrau de Benque D'argent à un lion de gueules., |
|                    | Famille de La Baume-Pluvinel D'or, à la bande vivrée d'azur, accompagnée d'une moucheture d'hermine en chef., |
|                    | Famille de Beaucorps D'azur, à deux fasces d'or., |
|                    | Famille de Beaupoil de Saint-Aulaire De gueules, à trois accouples de chien d'argent, posées en pal, et rangées 2 et 1, les laisses d'azur tournées en fasce. |
|                    | Famille Bidé de Maurville D'argent, au lion de sable, armé et lampassé de gueules, accompagné en chef d'un croissant d'azur à dextre, d'une étoile de gueules à senestre, et d'une étoile de même en pointe., Illustration : Hippolyte Bidé de Maurville (1701-1784), officier de marine et aristocrate français.                                            |
| Blason Saint-Mandé | Famille du Bois de Saint-Mandé D'or, à trois tourteaux de gueules. Alias de sable, à trois besants d'or. |
|                    | Famille de Bonnevin D'azur, au chevron d'argent, accompagné de trois étoiles d'or. |
|                    | Famille Bouchard d'Esparbès de Lussan d'Aubeterre Écartelé : aux 1 et 4 de gueules, à trois léopards d'or armés et lampassés d'argent, qui est Bouchard ; aux 2 et 3, losangé d'or et d'azur, au chef de gueules, qui est de Raymond d'Aubeterre ; sur le tout, d'argent à la fasce de gueules accompagnée de trois merlettes de sable, qui est d'Esparbès., |
|                    | Famille de Bourdeille D'or, à deux pattes de griffon de gueules, onglées d'azur, et posées en barre l'une sur l'autre. |
|                    | Famille du Bourg olim du Bourg de Bossi D'azur à trois tiges d'épines d'argent., Devise : « Lilium inter spinas » |
|                    | Famille de Bremond d'Ars D'azur à l'aigle bicéphale éployée d'or, le vol abaissé, lampassée de gueules. Alias à l'aigle éployée d'or, au vol abaissé, languée de gueules. Devises : « In fortuna virtutem » et « Nobilitas est virtus » |
|                    | Famille de Butler D'or au chef d'azur émanché de deux pièces et deux demies ; écartelé de gueules à trois coupes [couvertes] d'or., Devise : « Depressus extollor » |

### C
| Blason                              | Nom de la famille, blasonnement et devise |
| ----------------------------------- | --- |
|                                     | Famille de Cacqueray de Valménier D'or, à trois roses de gueules. Illustration : Étienne-Marie-Georges de Cacqueray de Valménier (1729-1805), lieutenant de vaisseaux. |
|                                     | Famille de Cairon de Merville De gueules, à trois coquilles d'argent., |
|                                     | Famille de Cardaillac de La Capelle-Marival De gueules au lion couronné d'or, à l'orle de treize besants d'argent. |
|                                     | Famille de Chambes D'azur, semé de fleurs de lys d'argent sans nombre ; au lion de même, couronné, armé et lampassé de gueules, brochant sur le tout. |
| Blason Famille Chapelle de Jumilhac | Famille Chapelle de Jumilhac D'azur, à la chapelle d'or. |
|                                     | Famille de Chavagnac De sable, à trois fasces d'argent, surmontées de trois roses d'or [rangées] en chef. |
|                                     | Famille de Chérade de Montbron D'azur, à trois losanges d'or. |
| Blason Cherisey                     | Famille de Chérisey Coupé : d'or et d'azur, le premier chargé d'un lion naissant de gueules, couronné de même. Illustration : Charles-Paul-Émile de Chérisey de Norroy (1725-1799), chef d'escadre des armées navales, commandant de la compagnie des gardes de la marine de Rochefort. |
|                                     | Famille du Cheyron de Bonnefon, du Pavillon D'azur à trois rocs d'échiquier d'or., Devise : « Cœlum non solum », |
| d'argent à l'aigle de sable         | Famille de Chièvres D'argent à l'aigle éployée de sable., Illustration : Pierre-Jacques-Gaspard de Chièvres (1769-1831), chevalier de Saint-Louis, député de Saint-Jean-d'Angély. |
|                                     | Famille de Courbon D'azur à trois fermaux d'or, l'ardillon posé en pal., Illustration : Charles de Courbon (1622-1696), général et administrateur colonial français. |
|                                     | Famille de Crussol d'Uzès Fascé d'or et de sinople. |
|                                     | Famille de Cugnac Gironné d'argent et de gueules, de huit pièces. |

### D
| Blason | Nom de la famille, blasonnement et devise |
| ------ | --- |
|        | Famille de Dampierre D'argent, à trois losanges de sable. |
|        | Maison de Didonne et de Tonnay ou Taunay Gironné d'argent et de gueules de douze pièces. Illustration : Hélie de Didonne († XIe s.), seigneur de Royan et princeps de l'abbaye de Vaux-sur-Mer. |

### E
| Blason | Nom de la famille, blasonnement et devise                                                                                                 |
| ------ | --- |
|        | Famille Easme de La Croix D'azur à trois étoiles d'argent.,                                                                               |
|        | Famille Eschassériaux Fascé d'or et d'azur. Illustration : Joseph Eschassériaux (1753-1824), homme politique français, baron de l'Empire. |
|        | Famille Euzenou de Kersalaün Écartelé : aux 1 et 4 d'azur plein ; aux 2 et 3 d'argent, à la feuille de houx de sinople, posée en pal.     |

### F
| Blason                | Nom de la famille, blasonnement et devise |
| --------------------- | --- |
|                       | Famille Ferchault de Réaumur D'azur au lion d'or. Alias d'argent au lion de sinople lampassé de gueules. Illustration : René-Antoine Ferchault de Réaumur (1683-1757), physicien et naturaliste français.                                                                 |
|                       | Famille de Fournoux Échiqueté d'argent et de gueules. |
| Blason Famille Froger | Famille Froger de La Rigaudière et de L'Éguille D'argent, au chevron de gueules, accompagné de deux merlettes affrontées de sable en chef, et de trois bisses de sinople en pointe., Illustration : Michel Froger (1668-1728), officier de marine et navigateur français. |

### G
| Blason | Nom de la famille, blasonnement et devise |
| ------ | --- |
|        | Famille de Gaalon De gueules, à trois rocs d'échiquier d'or. |
|        | Famille de Gain de Linars D'azur, à trois bandes d'or. |
|        | Famille de Galard de Béarn Écartelé : aux 1 et 4 d'or, à trois corneilles de sable, becquées et membrées de gueules ; aux 2 et 3 d'or, à deux vaches passantes l'une sur l'autre de gueules, accornées, accolées et clarinées d'azur. |
|        | Famille de La Garigue de La Tournerie et de Savigny De gueules à trois têtes de lion d'or., |
|        | Famille de Gontaut-Biron Écartelé d'or et de gueules, l'écu en bannière. |
|        | Famille de Grailly D'or, à la croix de sable, chargée de cinq coquilles d'argent. |
|        | Famille de Griffon D'azur, au griffon d'argent., Alias au griffon d'or, ailé d'argent. |
|        | Famille de Guitard D'azur, au mouton passant d'argent. Illustration : Jean-Louis de Guitard de La Borie (1739-1788), capitaine de vaisseau, brigadier des armées navales.                                                             |

### H
| Blason                  | Nom de la famille, blasonnement et devise |
| ----------------------- | --- |
|                         | Famille Harpedane de Belleville Gironné de vair et de gueules, de dix pièces., Illustration : Jean Harpedenne, sénéchal de Saintonge en 1371.            |
| Blason Famille Harouard | Famille Harouard de Saint-Sornin et de La Jarne D'or, au pin de sinople sur une terrasse de même ; au chef de gueules, chargé de trois étoiles d'argent. |

### I
| Blason | Nom de la famille, blasonnement et devise                                                                     |
| ------ | --- |
|        | Famille de L'Isle de Beauchesne D'argent à trois roses de gueules. Alias boutonnées et feuillées de sinople., |

### J
| Blason | Nom de la famille, blasonnement et devise                      |
| ------ | -------------------------------------------------------------- |
|        | Famille Jouin de La Tremblay D'azur, à deux chevrons d'argent. |

### L
| Blason | Nom de la famille, blasonnement et devise |
| ------ | --- |
|        | Famille de Laage alias Delaage D'azur au chevron d'or, accompagné en chef de deux roses tigées et feuillées de même, et en pointe d'une main fermée soutenant un faucon aussi d'or., Illustration : Anne-Jérôme de Laage de Meux (1742-1822), conseiller-secrétaire du roi, receveur des tailles de l'élection de Saintes. |
|        | Famille de Lastre D'azur, à trois tours crénelées d'argent, maçonnées de sable. |
|        | Famille de Laubier D'argent à un arbre terrassé de sinople., |
|        | Famille de La Laurencie D'azur, à l'aigle [bicéphale] d'argent, le vol abaissé, becquée et membrée d'or., |
|        | Famille de Lestrange De gueules, à deux lions adossés d'or, surmontés d'un lion léopardé d'argent., Devise : « Vis virtutem fovet » |

### M
| Blason                      | Nom de la famille, blasonnement et devise |
| --------------------------- | --- |
|                             | Famille de Maingot de Surgères De gueules fretté de vair. |
|                             | Famille de La Marthonie De gueules au lion d'or, armé et lampassé de sable. Alias de gueules au lion d'or.                                                                     |
|                             | Famille de Molen de La Vernède D'azur, à trois sautoirs alésés d'or. |
|                             | Famille de Montalembert D'argent, à la croix ancrée de sable. Illustration : Nicolas-Prosper de Montalembert de Cers (1761-1848), supérieur du grand séminaire de La Rochelle. |
|                             | Famille de Montbel D'or, au lion de sable, armé et lampassé de gueules ; à la bande componée d'hermine et de gueules.,                                                         |
| Blason Famille de Montberon | Famille de Montberon ou Montbron Écartelé : aux 1 et 4, burelé d'argent et d'azur ; aux 2 et 3, de gueules plein.                                                              |

### N
| Blason | Nom de la famille, blasonnement et devise                                                 |
| ------ | ----------------------------------------------------------------------------------------- |
|        | Famille Nicolas de Voutron D'azur, au chevron d'or, accompagné de trois étoiles de même., |

### P
| Blason                    | Nom de la famille, blasonnement et devise |
| ------------------------- | --- |
| Blason Famille de Pindray | Famille de Pindray D'argent, au sautoir de gueules., |
|                           | Famille du Plessis de Richelieu D'argent, à trois chevrons de gueules. |
|                           | Famille de Pons D'argent, à la fasce bandée d'or et de gueules. Illustration : Raymond de Pons († ca.1232), cardinal français.                                                                |
|                           | Famille de Ponthieu Écartelé d'or et de gueules. |
|                           | Famille de La Porte-aux-Loups D'azur, à la fasce componée d'or et de gueules, accompagnée de deux loups passants d'or, l'un en chef et l'autre en pointe.                                     |
|                           | Famille de La Porte du Theil D'or, au chevron de gueules. |
| Blason Famille Potier     | Famille Potier de Pommeroy D'azur, à deux mains dextres appaumées d'or ; au franc-quartier échiqueté d'argent et d'azur.                                                                      |
|                           | Famille du Pouget de Nadaillac D'or, au chevron d'azur, accompagné en pointe d'un mont de six coupeaux de sinople.                                                                            |
|                           | Famille Poute de Nieuil D'argent, à trois pals de sable ; au chevron du même brochant sur le tout. Illustration : Claude-Arnould Poute de Confolens (1730-1806), grand sénéchal de Saintonge. |
|                           | Famille du Puy-Montbrun D'or, au lion de gueules, lampassé, armé et patté d'azur. |

### R
| Blason | Nom de la famille, blasonnement et devise |
| ------ | --- |
|        | Famille de La Roche-Saint-André De gueules, à trois rocs d'échiquier d'or. |
|        | Famille de Rochechouart de Mortemart Fascé, nébulé d'argent et de gueules de six pièces. Illustration : Victurnien-Jean-Baptiste de Rochechouart de Mortemart (1752-1812), prince de Tonnay-Charente, officier et homme politique français.                         |
|        | Famille de La Rochefoucauld Burelé d'argent et d'azur de dix pièces ; à trois chevrons de gueules, brochant sur le tout, le premier écimé., Illustration : Louis-Alexandre de La Rochefoucauld (1743-1792), pair de France, membre de l'académie de La Rochelle.    |
|        | Famille de Roffignac D'or, au lion rampant de gueules. |
|        | Famille de Rouvroy de Saint Simon Écartelé : aux 1 et 4 de sable, à la croix d'argent, chargée de cinq coquilles de gueules, qui est de Rouvroy ; aux 2 et 3, échiqueté d'or et d'azur, au chef d'azur, chargé de trois fleurs de lys d'or, qui est de Saint-Simon. |
|        | Famille de Ruffray D'argent, à la guivre de sable lampassée de gueules, posée en barre, et à trois glands de sinople avec chatons de sanguine, dont un au canton dextre du chef, un au flanc senestre de l'écu et un en pointe.                                     |

### S
| Blason | Nom de la famille, blasonnement et devise |
| ------ | --- |
|        | Famille de Saint-Georges D'argent, à la croix de gueules. |
|        | Famille de Sainte-Hermine D'hermine plein., |
|        | Famille Sauvaget ou Sauvager De gueules à la croix pattée d'argent., |
|        | Famille Seignet ou Seignette Parti : au 1, de gueules au cygne d'argent sur une rivière du même ondée d'azur ; au 2, d'argent à la bande de sable, accompagnée en chef d'une tête de loup arrachée du même et en pointe d'une rose de gueules., Illustration : Élie Seignette (1632-1698), chimiste et apothicaire français. |

### T
| Blason | Nom de la famille, blasonnement et devise |
| ------ | --- |
|        | Famille de Talleyrand de Périgord De gueules, à trois lions d'or, armés, lampassés et couronnés d'azur. |
|        | Famille Le Tellier de Louvois D'azur, à trois lézards d'argent [posés en pal], rangés en fasce ; au chef cousu de gueules, chargé de trois étoiles d'or. |
|        | Famille Tiercelin d'Appelvoisin De gueules, à la herse d'or de trois traits. |
|        | Famille de La Tour du Pin-Gouvernet De gueules, à la tour d'argent, maçonnée de sable, crénelée de trois pièces, avec un avant-mur maçonné de même. Illustration : Jean-Frédéric de La Tour du Pin (1727-1794), général et homme politique français, député de la sénéchaussée de Saintes. |
|        | Famille de La Trémoille D'or, au chevron de gueules, accompagné de trois aiglettes d'azur, becquées et membrées de gueules., Illustration : Jean-Bretagne-Charles de La Trémoille (1737-1792), comte de Taillebourg, pair de France.                                                       |
|        | Famille de Tudert D'or, à deux losanges d'azur ; au chef d'azur, chargé de trois besants d'or. |

### V
| Blason | Nom de la famille, blasonnement et devise |
| ------ | --- |
|        | Famille de Verthamon Écartelé : au 1 de gueules, au lion passant d'or, qui est de Verthamon ; aux 2 et 3, cinq points d'or équipollés à quatre d'azur ; au 4 de gueules plein.                                                                                                  |
|        | Famille Viénot de Vaublanc ou Viennot De gueules au lion passant d'or ; au chef d'argent chargé d'un soleil de gueules accosté de deux grappes de raisin de sable. Alias le lion grimpant, le chef chargé d'une rose de gueules accostée de deux grappes de raisin de pourpre., |
|        | Famille Vigier du Roc D'argent à trois fasces de gueules. |
|        | Famille de Villedon D'argent, à trois fasces ondées de gueules., |

- Haut – A
- B
- C
- D
- E
- F
- G
- H
- I
- J
- K
- L
- M
- N
- O
- P
- Q
- R
- S
- T
- U
- V
- W
- X
- Y
- Z